# Hyperlasion magnisensoria
Hyperlasion magnisensoria là một ruồi trong họ Sciaridae, thuộc chi Hyperlasion.